# Hell in a Cell (2016)
Cet article concerne l'édition 2016 du pay-per-view Hell in a Cell. Pour toutes les autres éditions, voir WWE Hell in a Cell.
L’édition 2016 de Hell in a Cell est un Premium Live Event de catch (lutte professionnelle) produit par la World Wrestling Entertainment, une fédération de catch américaine qui est télédiffusée et visible en paiement à la séance sur le WWE Network, ainsi que gratuitement sur la chaîne de télévision française AB1. L'événement a eu lieu le 30 octobre 2016 au TD Garden à Boston (Massachusetts). Il s'agit de la 8e édition de Hell in a Cell.

## Contexte
Les spectacles de la World Wrestling Entertainment sont constitués de matchs aux résultats prédéterminés par les scénaristes de la WWE. Ces rencontres sont justifiées par des storylines - Une rivalité entre catcheurs, la plupart du temps ou par des qualifications survenue dans les shows de la WWE, telles que Raw et SmackDown. Tous les catcheurs possèdent des gimmicks c'est-à-dire qu'ils incarnent un personnage gentil (Face) ou méchant (Heel), qui évolue au fil des rencontres. Un événement comme Hell in a Cell est donc un événement tournant pour les différentes storylines en cours,.

### Roman Reigns (c) contre Rusev
Lors de Clash of Champions, Roman Reigns remporte le championnat des États-Unis face à Rusev. La nuit suivante à Raw, le match de revanche entre les deux se termine dans un double décompte à l'extérieur. Le 3 octobre à Raw, la femme de Rusev, Lana, exige une revanche puis Rusev attaque Reigns. Roman Reigns déclare qu'il veut affronter Rusev dans un Hell in a Cell match.

### Kevin Owens (c) contre Seth Rollins
Lors de Clash of Champions, Kevin Owens bat Seth Rollins pour conserver le WWE Universal Championship. Le 10 octobre, un Hell in a Cell Match pour le WWE Universal Championship est annoncé.

### Sasha Banks (c) contre Charlotte
Lors de Clash of Champions, Charlotte bat Sasha Banks et Bayley pour conserver le championnat féminin de Raw. Le 3 octobre à Raw, Sasha bat Charlotte pour remporter le championnat. Le 10 octobre à Raw, Sasha défie Charlotte dans un Hell in a Cell match, que Charlotte accepte.

### T.J. Perkins contre Brian Kendrick
Le 14 septembre 2016, T.J. Perkins remporte le tournoi du Cruiserweight Classic, devenant le premier WWE Cruiserweight Champion (depuis le retour du titre en 2016). Un premier match a lieu entre Kendrick et Perkins lors de Clash of Champions pour le WWE Cruiserweight Championship, lors duquel Perkins conserve son titre. Un second match a lieu entre les hommes lors de Hell in a Cell.

## Tableau des matchs
| Ordre par numéros | Résultat | Stipulation(s)                                              | Temps |
| --- | --- | ----------------------------------------------------------- | ----- |
| 1P | Cedric Alexander, Lince Dorado et Sin Cara battent Tony Nese, Drew Gulak et Ariya Daivari                        | 6-Man Tag Team match                                        | 09:45 |
| 2 | Roman Reigns (c) bat Rusev (avec Lana)                                                                           | Hell in a Cell match pour le WWE United States Championship | 24:35 |
| 3 | Bayley bat Dana Brooke                                                                                           | Match simple                                                | 06:30 |
| 4 | The Good Brothers (Luke Gallows et Karl Anderson) battent Enzo Amore et Big Cass                                 | Tag Team match                                              | 06:45 |
| 5 | Kevin Owens (c) bat Seth Rollins                                                                                 | Hell in a Cell match pour le WWE Universal Championship     | 23:15 |
| 6 | Brian Kendrick bat TJ Perkins (c)                                                                                | Match simple pour le WWE Cruiserweight Championship         | 10:35 |
| 7 | The Bar (Cesaro et Sheamus) bat The New Day (Big E et Xavier Woods (c) (avec Kofi Kingston) par disqualification | Tag Team match pour les WWE Raw Tag Team Championship       | 11:15 |
| 8 | Charlotte bat Sasha Banks (c)                                                                                    | Hell in a Cell match pour le WWE Raw Women's Championship   | 22:25 |
| La lettre C placée entre parenthèses désigne la personne ou l’équipe championne en titre. P – indique que le match a eu lieu lors du pré-show | |                                                             |       |